# Anne Atjes Overdiep
Anne Atjes Overdiep (Heerenveen, 11 februari 1820 – Amsterdam, 31 mei 1852) was een Nederlands violist.
Hij was zoon van koopman Atze Jeltes Overdiep en Joukjen Annes Braaksma. Zijn vader overleed al toen de zoon zes jaar oud was. Hijzelf bleef ongehuwd en woonde in Amsterdam aan Singel 392.
Overdiep vertrok naar Amsterdam en werd er een van de beste leerlingen van Johannes van Bree. Overdiep maakte zijn debuut tijdens een concert georganiseerd door Van Bree in de Fransche Schouwburg op de Erwtenmarkt (sinds 1948 De Kleine Komedie). In 1841 stond hij op het podium van Felix Meritis. Hij werd ook muziekleraar in Amsterdam. Hij was tussen 1849 en zijn dood bestuurder en adjunct-muziekdirecteur bij Maatschappij/Concert Caecilia.